# Dausi
Dausi ist ein von Barden gesungenes Heldenepos der Soninke in Westafrika. Das Kernstück besteht aus 150 Einzeilern, die kein regelmäßiges Versmaß besitzen und sich nicht in einzelne Abschnitte gliedern lassen. Das ursprünglich einheitliche Werk, von dem Teile verloren gegangen sind, soll in historischer Reihenfolge niedergeschrieben worden sein.
Das Epos handelt von dem Sonike-Reich Wagadu mit der Hauptstadt Kumbi, welche auch die Hauptstadt des sagenumwobenen Reichs von Ghana war. Es ist jedoch nicht nachgewiesen, dass es sich um die gleichen Reiche und Städte handelt.

## Inhalt
Eine Geschichte erzählt von einem Königssohn, der nach vielen Heldentaten als Barde das Dausi singt. Dadurch geht sein Reich Wagadu unter. Ein anderer Königssohn gründet das Reich neu und legt mit Hilfe einer magischen Trommel, einer Hyäne und eines Geiers den Ort fest, an dem die Stadt Kumbi gegründet wird. Das betreffende Gebiet gehört einer schwarzen Schlange, die das Land durch Goldregen reich macht. Dafür verlangt sie jedes Jahr eine Jungfrau als Opfer, aber der Freund der zum Opfer Bestimmten tötet die Schlange. Darauf geht Wagadu unter, das Mädchen stirbt.
In einer anderen Geschichte des Dausi fordert eine Königstochter von ihren Freiern immer größere Heldentaten, sodass sich einer von ihnen am Ende in sein Schwert stürzt. Ein weiterer Abschnitt erzählt Episoden aus der Geschichte des Diawara-Reiches.

## Wirkungsgeschichte
Zwischen 1870 und 1913 werteten französische Verwaltungsbeamte Teile des Dausi aus. Die erste Übersetzung (zusammen mit dem Pui) veröffentlichte der deutsche Ethnologe Leo Frobenius 1921. Aus dem Nachlass der Franzosen Charles Monteil wurde 1953 eine weitere Untersuchung veröffentlicht, die auch den Originaltext in Soninke enthielt. Monteil kritisierte Frobenius’ Übersetzung; in der Tat sind die Eigennamen bei Frobenius nicht korrekt geschrieben und seine Interpretation ist nur eine Hypothese.